# Anchieta notha
Anchieta notha är en insektsart som först beskrevs av Wilhelm Ferdinand Erichson 1839.  Anchieta notha ingår i släktet Anchieta och familjen fångsländor. Inga underarter finns listade i Catalogue of Life.